# Ulica Jagiellońska w Sanoku
Ulica Jagiellońska w Sanoku – ulica w dzielnicy Śródmieście miasta Sanoka.
Zaczyna się u zbiegu ulic Tadeusza Kościuszki i 3 Maja w centrum miasta, biegnąc w stronę południową w swojej pierwszej części, a następnie w kierunku wschodnim aż do przejazdu kolejowo-drogowego i w tym miejscu przechodzi w ulicę Kazimierza Lipińskiego.

## Historia

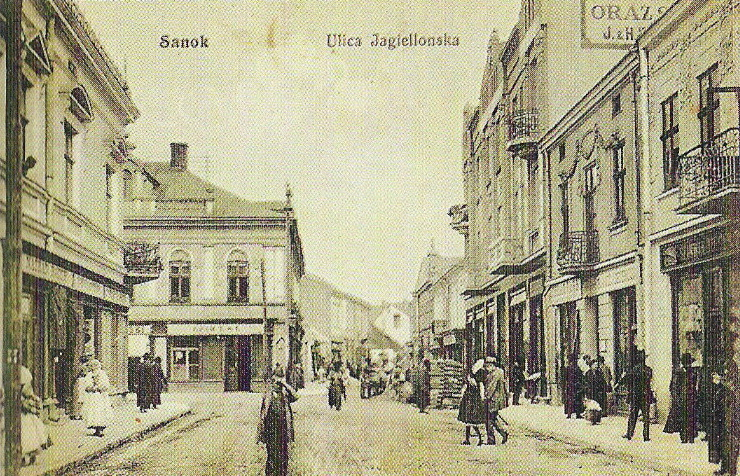
Północna część ulicy w 1914

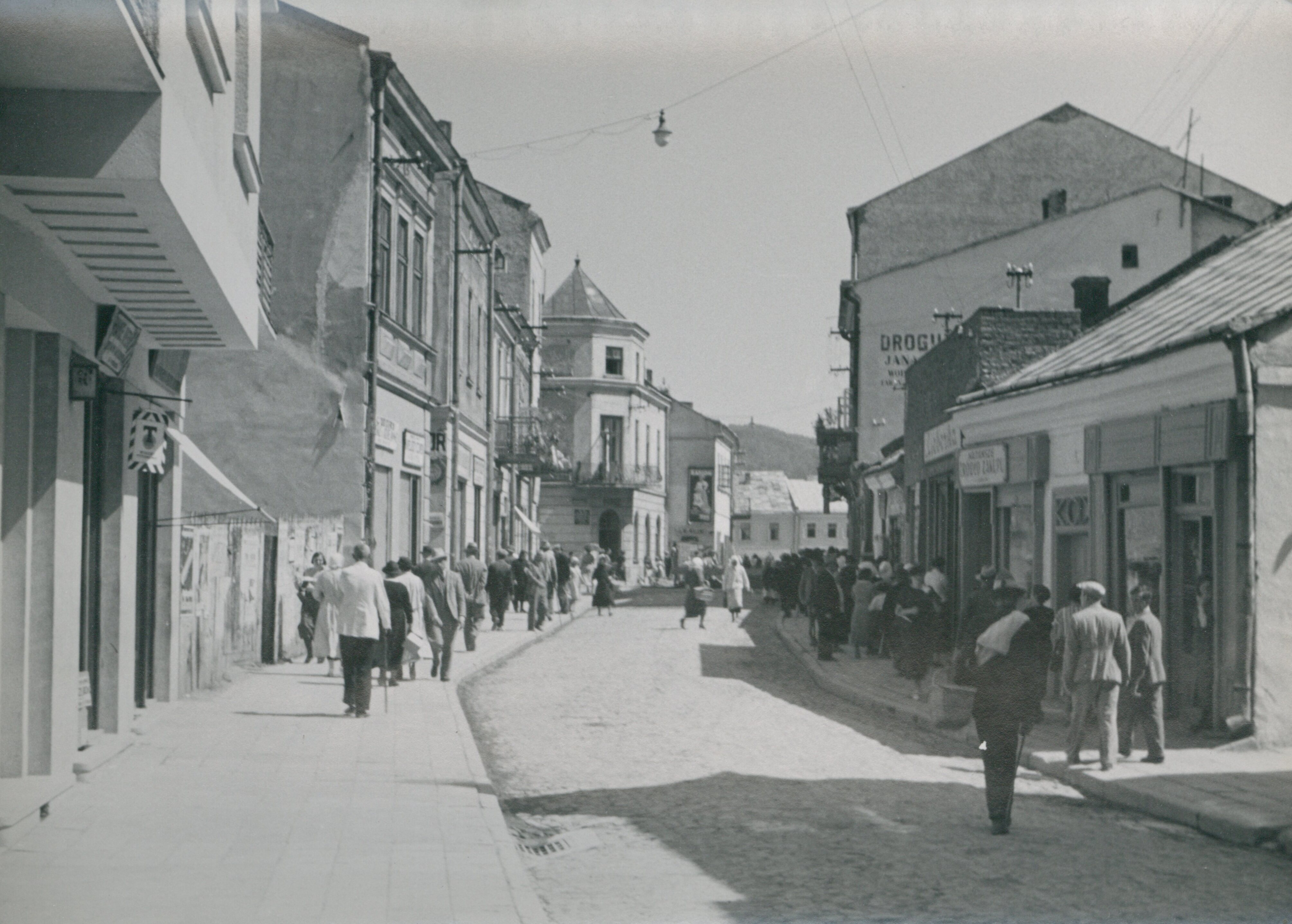
Widok ulicy przed 1936

Ulica została wytyczona w czasach monarchii austro-węgierskiej w wyniku zbiorowej decyzji władz miasta z 16 czerwca 1867, podjętej podczas urzędowania burmistrza Sanoka Erazma Łobaczewskiego. Funkcjonowała wówczas pod nazwą ulicy Lwowskiej, a jej przebieg określono od budynku poczty do domu Ramera. 
Na wniosek „komitetu obchodu rocznicy porażki Krzyżaków pod Grunwaldem” uchwałą Rady Miejskiej z 4 września 1902 ulicę Lwowską przemianowano na Jagiellońską.
W okresie zaboru austriackiego w ramach autonomii galicyjskiej na przełomie XIX/XX wieku ulicę zamieszkiwała w zdecydowanej większości ludność żydowska. Przed 1906 staraniem Towarzystwa Upiększania Miasta Sanoka ulica została obsadzona 80 lipami. W kolejnych latach w obrębie ulicy powstawały punkty handlowe i sklepy (dotychczas skupione na placu św. Michała i sanockim rynku). Wraz z rozwojem ulic Tadeusza Kościuszki i Jagiellońskiej ich arterie stały się drogami krajowymi, tym samym sprawiając kłopoty związane ze wzmożonym ruchem ulicznym w centrum miasta. Szczególne utrudnienie stanowił podjazd przy starym cmentarzu żydowskim (tzw. Okopisko). W 1937 ulica została poszerzona.
Podczas II wojny światowej w okresie okupacji niemieckiej ulica istniała pod nazwami Jagiellońskastrasse oraz Adolf Hitler Strasse dla uczczenia Adolfa Hitlera). W lipcu 1947 uchwałą Miejskiej Rady Narodowej w Sanoku ulica Jagiellońska została przemianowana na ulicę Karola Świerczewskiego (tenże generał spędził ostatnią noc życia w Sanoku). Ulica pod jego patronatem utrzymywała się przez cały okres PRL. W grudniu 1989 w uchwale Miejskiej Rady Narodowej zapisano, aby ulicę przemianować na ulicę Jagiellońską.
W odcinku 2 pt. „Numer próbny” serialu telewizyjnego Droga z 1973 widoczne są autobusy marki Autosan jadące ulicą Jagiellońską w kierunku centrum miasta (w scenie filmowanej od strony restauracji „Karpacka”) ukazany jest teren późniejszego dworca autobusowego „Okęcie” oraz budynki pod numerami 20 i 22.

## Zabudowa ulicy
Do gminnego rejestru zabytków miasta Sanoka, opublikowanego w 2015, zostały wpisane budynki pod numerami 1, 2, 4, 5, 9, 10, 14, 16, 20, 21, 23, 25, 33, 35, 49, 52, 70 ulicy.
Zabudowania ulicy Jagiellońskiej od strony północno-zachodniej u zbiegu z ulicami Tadeusza Kościuszki i 3 Maja w kierunku południowym, a następnie wschodnim:
- Kamienica przy ul. Jagiellońskiej 1. Budynek wpisany do gminnego rejestru zabytków miasta Sanoka, opublikowanego w 2015[23].
- Kamienica przy ul. Jagiellońskiej 2 (wschodnią fasadą przylega do ulicy Jagiellońskiej, a północną fasadą do początku ulicy Tadeusza Kościuszki). Budynek wpisany do gminnego rejestru zabytków miasta Sanoka, opublikowanego w 2015[23].
- W 1938 do numeru 3 był przypisany lekarz dr Nathan Wallach[24][25].
- Kamienica przy ul. Jagiellońskiej 4. W przeszłości własność rodziny Nowaków, Biedków, w tym Pawła Biedki, gdzie przed 1914 przez krótki czas działała poczta[26]. Po odzyskaniu przez Polskę niepodległości w kamienicy działał „Sklep Przemysłu Domowego”, założony przez Ligę Kobiet (pod przewodnictwem Stanisławy Tarnawieckiej)[27]. Do początku lat 30. budynek był pod numerem 55[28]. W 1934 pod numerem 4 działał sklep „Przybory sportowe i galanteria”, który prowadził Zdzisław Robel[29]. W 1938 do tego adresu był przypisany Stanisław Biedka i ówczesny burmistrz Sanoka Maksymilian Słuszkiewicz[30]. Po II wojnie światowej w kamienicy mieściła się w niej siedziba Koła Terenowego Polskiego Związku Byłych Więźniów Politycznych Hitlerowskich Więzień i Obozów Koncentracyjnych[31]. Drzwi do kamienicy posiadają zdobienia z motywami roślinnymi[32]. Budynek wpisany do gminnego rejestru zabytków miasta Sanoka, opublikowanego w 2015[23].
- Kamienica przy ul. Jagiellońskiej 5.  Budynek wpisany do gminnego rejestru zabytków miasta Sanoka, opublikowanego w 2015[23].
- Kamienica przy ulicy Zaułek Dobrego Wojaka Józefa Szwejka 1, której wschodni front przylega do ulicy Jagiellońskiej; dawniej mieściły się w niej kawiarnia „Corso”[33][34] i kawiarnia Szafrana[35].
- Pod numerem 8 przed 1939 działał sklep Wiedeński Salon Mód Irmy Heftler[36].
- Kamienica pod numerem 9. Budynek wpisany do gminnego rejestru zabytków miasta Sanoka, opublikowanego w 2015[23].
- Kamienica przy ul. Jagiellońskiej 10, która pierwotnie należała do Jana Słuszkiewicza (stąd płaskorzeźbione inicjały „JS” na fasadzie budynku), następnie do Jana Terleckiego. Wykonana w stylu secesyjnym[37]. W latach 1906–1946 mieścił się w niej lokal gastronomiczny zwany cukiernią Peszkowskich[38] (formalnie położony przy ówczesnej ulicy Liskiej[39], później pod numerem 53 ulicy Jagiellońskiej[40]), którą prowadzili Zygmunt i Maria Peszkowscy, rodzice ks. Zdzisława Peszkowskiego[a]. W 1938 do numeru 10 był przypisany adwokat dr Izaak Nehmer[41] (obecnie nr 13)[potrzebny przypis]. 11 listopada 2013 na fasadzie kamienicy sanoccy harcerze z Hufca Ziemi Sanockiej ZHP umieścili tablicę informacyjną poświęconą pamięci ks. Zdzisława Peszkowskiego[39]. W latach powojennych działała w kamienicy Spółdzielnia Spożywców „Społem” pod nazwą „Ewa”, w tym kawiarnia o tej nazwie[19]. Obecnie sklep pod nazwą „Ewa”. Budynek wpisany do gminnego rejestru zabytków miasta Sanoka, opublikowanego w 2015[23].
- Budynek pod numerem 11. Do początku lat 30. restauracja i hotel Janusza Steciaka pod numerem 83 (tzw. „Steciakówka”)[42]; w 1938 Handel spożywczo-delikatesowy przy restauracji i pokoju do śniadań, który prowadził Józef Steciak[24]. Na początku 1928 Jan Porewski w restauracji Steciaka przyjmował i wysłuchiwał mieszkańców miasta nowo wybrany burmistrz Sanoka, Jan Porajewski[43].
- Naprzeciw budynku Steciaka, w kamienicy działał hotel prowadzony przez rodzinę Józefa Mozołowskiego[44][45][46].
- Do numeru 12 pod koniec lat 30. były przypisane: oddział Polskiego Towarzystwa Tatrzańskiego w Sanoku[47], Składnica Kółek Rolniczych[24].
- Kamienica pod numerem 13. W dniu 1 maja 1987, po pięciu latach budowy, w budynku został otwarty Hotel „Turysta” (właścicielem był rzeszowski oddział SPółdzielczego Biura Turystycznego „Turysta”), będący pierwszym na Podkarpaciu hotelem trzygwiazdkowym[48][49]. W późniejszych latach w budynku podjął działalność Hotel „Pod Trzema Różami” i oddział Santander Consumer Banku; przy wejściu do budynku została umieszczona tabliczka informacyjno-pamiątkowa w ramach „Szlaku śladami dobrego wojaka Szwejka”, upamiętniająca pobyt w mieście Józefa Szwejka, opisanego w książce Przygody dobrego wojaka Szwejka autorstwa Jaroslava Haška[50]. Na przełomie XX/XXI w budynku podjęła działalność pizzeria „Palermo”[51].
- Nieistniejący budynek położony w miejscu późniejszego parkingu od strony południowej budynku powyższego hotelu. Mieścił się w nim Hotel Sanocki oraz restauracja, którą prowadzili Kieszkowski, a następnie Józef Steciak i jego żona Julia[52][53]. Później w budynku mieścił się bar „Kubuś”[54], pod ówczesnym adresem ul. K. Świerczewskiego 13[19]. Obiekt został zlikwidowany w 1984[55][56]. W pobliżu przed 1939 Leon Gottdank prowadził zakład fotograficzny[57][58].
- Od Ulicy Jagiellońskiej pomiędzy numerem 13 i 19 odchodzą Schody Balowskie do ulicy Podgórze.
- Kamienica pod numerem 14. Do 1955 pod tym numerem funkcjonował internat sanockich szkół ekonomicznych przy tej ulicy[59] (drugim był budynek nr 16)[60]. W 1938 pod numerem 14 istniała restauracja Andrzeja Szmyda[24]. W okresie PRL pod numerem 14 działał hotel „Bieszczady” o charakterze komunalnym[19][59]. Budynek wpisany do gminnego rejestru zabytków miasta Sanoka, opublikowanego w 2015[23].
- Przy ulicy mieściła się drukarnia i księgarnia (według różnych źródeł numery lokalowe: 40[61][62], 15[63], 21); prowadzili je Karol Pollak (założyciel)[64] i Franciszek Patała[65]. W 1938 do numeru 15 był przypisany Inspektorat Powiatowy Powszechnego Zakładu Ubezpieczeń Wzajemnych[41]. Po 1945 kamienicę pod numerem 21 nabył rzemieślnik i mistrz blacharski Jakub Kolano, prowadzący w budynku warsztat[66].
- Kamienica pod numerem 16. Budynek wpisany do gminnego rejestru zabytków miasta Sanoka, opublikowanego w 2015[23].
- Pod numerem 17 przed 1914 mieściła się pracownika artystyczno-ślusarska Karola Baranowicza[67].
- Kamienica pod numerem 20. W okresie okupacji niemieckiej mieścił się w niej hotel pod nazwą „Hotel Deutsches Haus”[68][69]. W 1942 ten hotel był pod adresem Adolf Hitler Strasse 32, a prowadził go Paul Kulig[12]. Po II wojnie światowej mieściło się w nim pogotowie ratunkowe[70]. Na początku XXI wieku miała w nim siedzibę Straż Miejska w Sanok. Budynek wpisany do gminnego rejestru zabytków miasta Sanoka, opublikowanego w 2015[23].
- Kamienica pod numerem 21. Budynek wpisany do gminnego rejestru zabytków miasta Sanoka, opublikowanego w 2015[23].
- Kamienica pod numerem 23. Budynek wpisany do gminnego rejestru zabytków miasta Sanoka, opublikowanego w 2015[23].
- Kamienica pod numerem 25. Mieściła się w niej restauracja Adria[71]. Budynek wpisany do gminnego rejestru zabytków miasta Sanoka, opublikowanego w 2015[23].
- Budynek pod numerem 22. Pierwotnie willa dr. Adolfa Bendla, w późniejszych latach budynek szkolny, w których funkcjonowały Zespół Szkół Zawodowych oraz Zespół Szkół nr 5 im. Ignacego Łukasiewicza do 2015.
- Nieistniejący dom zabytkowy, położony w głębi, za budynkiem szkoły, rozebrany w latach 70. XX wieku[72].
- Nieistniejący dom rodziny Malawskich (zamieszkiwał w nim m.in. Tadeusz Malawski); figurował pod numerem 24a ulicy[73], był położony po zachodniej stronie ulicy[74] po prawej stronie łuku zjazdowego[75].
- Nieruchomość pod numerem 30. Od 1982[76] do 2012 dworzec autobusowy „Okęcie”. Od 2014 Galeria Sanok[77].
- Tzw. „Okopisko”. Orientacyjnie w tym miejscu istniał w przeszłości stary cmentarz żydowski. Obecnie teren stanowiący zieleniec, na terenie którego umieszczono pięć rzeźb. Ponad Okopiskiem istnieje budynek, w którym funkcjonowała restauracja WSS „Karpacka”[78] (obiekt wybudowany w latach 70. XX wieku[79]).
- Kamienica pod numerem 33. W 1938 do numeru 33 był przypisany Rudolf Frey[30]. Budynek wpisany do gminnego rejestru zabytków miasta Sanoka, opublikowanego w 2015[23].
- Kamienica pod numerem 35; we wnęce fasady budynku znajduje się kapliczka[80], w której został umieszczony krzyż z przełomu XVIII i XIX wieku oraz figura Matki Boskiej Bolesnej, odremontowana w 2006 staraniem sanockich ojców franciszkanów[81]. Budynek wpisany do gminnego rejestru zabytków miasta Sanoka, opublikowanego w 2015[23].
- Dom pod numerem 43. Do 1939 pod tym adresem był przypisany lekarz dentysta, kpt. dr Leopold Dręgiewicz[82][83].
- Kamienica pod numerem 48. Była karczma „Murowanka”; na przełomie 1845 i 1846 zamieszkali w niej tymczasowo[84] przybyli do miasta Mateusz Beksiński i Walenty Lipiński z zamiarem stałego osiedlenia się[85]; właściciel karczmy udzielił im pomocy w zakupie terenów położonych tuż obok szynku – obaj nabyli kilka morgów ziemi przy ówczesnej ulicy Lwowskiej u zbiegu z ulicami Podgórze[86] i późniejszą ul. Stanisława Konarskiego, gdzie później założyli warsztat kotlarski[87], będący prekursorem Fabryki Wagonów i Autosanu.
- Na zakupionym terenie, nad Potokiem Płowieckim położony był dworek Beksińskich i Lipińskich, pod ówczesnym adresem Lwowskiej 225[88] (później pod numerem ulicy Lwowskiej 41[89], według innego źródła 43[90], 44[91]), w którym w późniejszych latach zamieszkali, następnie potomkowie Mateusza: Władysław Beksiński, Zdzisław Beksiński. W 1972 obiekt pod numerem 43, stanowiący drewniany dom, a poprzednio zakład kotlarski, został włączony do uaktualnionego wówczas spisu rejestru zabytków Sanoka[92]. Dworek istniał do lat 70. XX wieku. W miejscu jego istnienia, stanowiącym obecnie Zieleńcu Beksińskiego, w 2005 został zasadzony dąb kolumnowy upamiętniający Zdzisława Beksińskiego[93]. Inskrypcja na tabliczce brzmi: W hołdzie wielkiemu sanoczaninowi Zdzisławowi Beksińskiemu. Zarząd Okręgu Bieszczadzkiego LOP. Sanok 11 listopada 2005. Upamiętnienie zostało odsłonięte 10 listopada 2005[94].
- Budynek pod numerem 49. W przeszłości stanowił kamienicę mieszkalną[95]. Utworzono w nim Hotel Jagielloński[96][97], działający od maja 1995[98]. Budynek wpisany do gminnego rejestru zabytków miasta Sanoka, opublikowanego w 2015[23].
- Kamienica pod numerem 52. Nad wejściem płaskorzeźba z pierwotnym numerem konskrypcyjnym 218. Budynek wpisany do gminnego rejestru zabytków miasta Sanoka, opublikowanego w 2015[23].
- Pod numerem 53 przed 1914 mieściła się koncesjonowana fabryk wierzchów do obuwia Abrahama Pinkasa[99].
- Kamienica pod numerem 70. W parterze istniała Apteka im. Ignacego Łukasiewicza, utworzona 21 września 1991 jako pierwsza po 50 latach prywatna apteka w Sanoku (założycielami byli Danuta i Romuald Skalscy)[100][101]. Budynek wpisany do gminnego rejestru zabytków miasta Sanoka, opublikowanego w 2015[23].

Inne w przeszłości
- Przed 1939 przy ulicy działał Inspektorat Szkolny[102].
- W 1932 przy ulicy działała restauracja, którą prowadziła Fani Herzig[103].
- Przy ulicy Jagiellońskiej w latach 30. funkcjonowała elektryczna fabryka wędlin koszernych, którą prowadził Dawid Taubenfeld[104].
- Podczas okupacji niemieckiej pod numerem 48 działały młyny Karola Baranowicza[12].
- W 1946 klub piłkarski KS Sanoczanka Sanok posiadał siedzibę pod numerem ulicy 26 na I piętrze[105].